# Eggert (Adels- und Patriziergeschlecht)

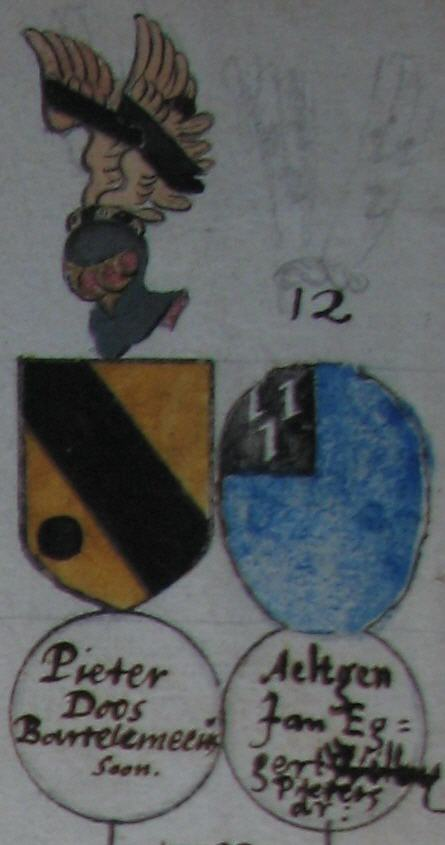
Das Wappen des Pieter Meeuws Soossensz Bicker (1430–1476) und der Aeltgen Eggert († ca. 1455)

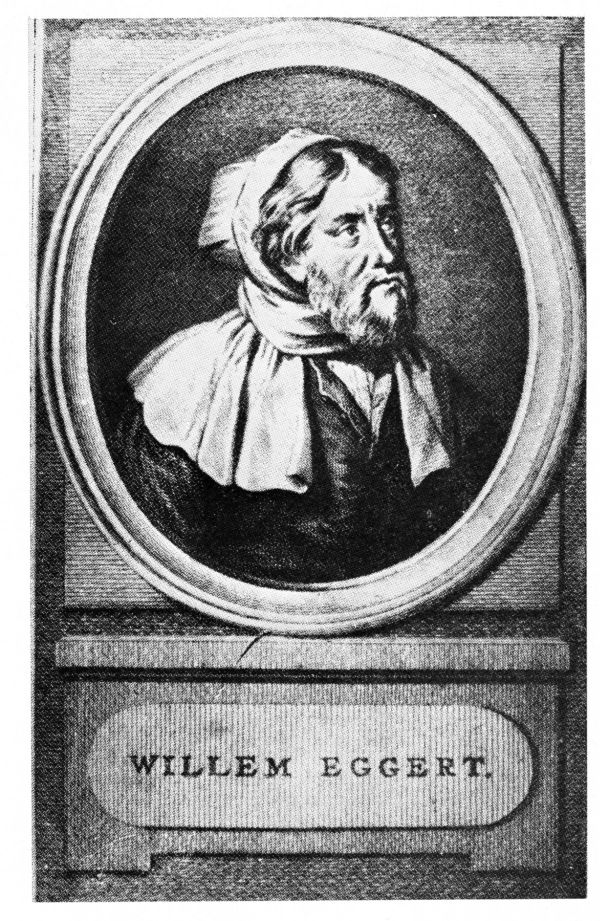
Willem Eggert

Die Eggert waren eine Familie des niederländischen Patriziats und Adels.

## Geschichte
Der aus dem Waterland (nördlich von Amsterdam) stammende Jan Eggebrechtsz de Lange († ca. 1371) erkaufte sich 1333 die Freiheit und legte 1371 den Lehenseid ab. Sein Sohn Jan Eggert († ca. 1365) war ein Poorter (Stadtbürger) Amsterdams. 1361 war er einer der zwei Vroedschapen die als Vertreter der Stadt bei der Aussöhnung zwischen Herzog Albrecht und den Edlen der Stadt Geertruidenberg zugegen waren.
Dessen Sohn Johan Eggert wurde 1366 durch den Grafen Ludwig II. von Blois mit einem Lehen in Westzaan betreut. Er hatte Willem Eggert zum Sohn, der als niederländischer Staatsmann eine große Karriere machen sollte. 1410 wurde dieser mit der neuen Hohen Herrlichkeit Purmerend und Purmerland belehnt. Sein Sohn Jan Eggert war einer der Haken im Haken-und-Kabeljau-Krieg, dessen Grundbesitz seitens der siegreichen Partei der Kabeljau konfisziert wurde. Willem Eggerts Cousin, Jan Pietersz Eggert, war in den Jahren 1413/14 Schepen von Amsterdam. Seine Töchter heirateten in die bedeutenden Amsterdamer Patriziergeschlechter Bicker und Van den Anxter ein.

### Stammliste (Auszug)
1. Eggebrecht
  1. Jan Eggebrechtsz de Lange († ca. 1371)
    1. Jan Eggert († ca. 1365)
      1. Johan Eggert
        1. Willem Eggert (um 1360–1417)
          1. Jan Eggert, ⚭ mit Jkvr. Janne van Doornik
          2. Imme (Lijsbeth ?) Eggert, ⚭ mit Willem de Grebber

      2. Pieter Eggert, ⚭ mit Sasse
        1. Jan Pietersz Eggert, ⚭ mit Machteld Clemments
          1. Aeltgen Eggert († ca. 1455), ⚭ mit Pieter Meeus Doosz Bicker (1430–1476)
            1. Machteld Pietersdr Bicker (1455–1526), ⚭ mit Gerard Dircksz Helmer van den Anxter († ca. 1521)

          2. Lijsbeth Eggert († ca. 1468), ⚭ mit Jan Dircksz Helmer
            1. Dirk Jansz Helmer (van den Anxter) († ca. 1468), Stammherr der (zweiten) Familie Bicker; ⚭ mit Geertruid Gerritsdr van den Anxter